# Luis Fernando Luengo
Luis Fernando Luengo Escalona (Traiguén, 8 de septiembre de 1921- Santiago, 21 de enero de 2015) fue un abogado y político chileno. Fue senador de la República entre 1965 y 1973.
Durante su carrera política militó por diversos partidos socialdemócratas.

## Primeros años de vida
Nació en Traiguén el 8 de septiembre de 1921. Fue hijo de Luis Alberto Luengo López y Rosa Ester Escalona Arnechino. Realizó sus estudios escolares en la Alianza Francesa de Traiguén y en los Liceos de Traiguén, Valparaíso y Temuco. Ingresó luego a la Universidad de Chile, donde se recibió de abogado en 1947 con la tesis titulada "El Problema de la Vivienda".
Contrajo matrimonio con Maximina Charath Olivera, con quien tuvo tres hijos.

## Vida pública
Entre 1956 y 1965 fue Juez de Policía Local de San Miguel, y abogado de la Defensa Municipal de dicha comuna entre 1960 y 1962.
Entre otras actividades, integró el Directorio del Instituto Laico de Estudios Contemporáneos (ILEC). Además, fue un activo miembro de la masonería, participando en la Logia "Deber y Constancia" N.º 7, de la que llegó a ser primer representante entre 1983 y 1985. Posteriormente, entre los años 1998 y 2002 se desempeñó como Gran Orador de la Gran Logia de Chile. En dos oportunidades fue elegido miembro del Consejo de la misma.
Comenzó sus actividades políticas en el Partido Democrático, y posteriormente en el Partido Democrático del Pueblo. En 1960 fue miembro fundador del Partido Democrático Nacional (Padena), siendo uno de sus principales dirigentes y llegando a ser miembro de su Junta Ejecutiva Nacional entre 1964 y 1965. En las elecciones presidenciales de 1964, fue presidente del Frente de Acción Popular que apoyó la candidatura de Salvador Allende. 

### Senador
En 1965 fue elegido senador por la Octava Agrupación Provincial "Bío-Bío, Malleco y Cautín", en representación del Padena. Integró la Comisión Permanente de Constitución, Legislación y Justicia; la de Economía y Comercio; y la de Agricultura y Colonización. Fue senador reemplazante en la Comisión Permanente de Gobierno y miembro de la Comisión Mixta de Presupuesto. 
Fue vicepresidente del Senado del 27 de diciembre de 1966 al 15 de mayo de 1969, mientras Salvador Allende presidió la Cámara Alta. 
En 1967, fue parte de la disidencia del Padena que se retiró del partido para fundar el Partido Social Demócrata, siendo su primer secretario general. En 1972, el PSD se fusionó con el Partido Radical.
Postuló a la reelección como senador, esta vez representando al PR, en las elecciones parlamentarias de 1973, pero no consiguió ser reelegido.

### Dictadura militar y democracia
Durante la dictadura militar, Luengo fue uno de los dirigentes más activos del PR, liderando el ala izquierdista de la colectividad y manteniéndose cercano al exiliado líder radical Anselmo Sule. En 1983 fue uno de los firmantes del «Manifiesto Democrático» que dio origen a la Alianza Democrática, y dos años más tarde, firmó en representación del radicalismo el Acuerdo Nacional para la Transición a la Plena Democracia.  
El 1 de mayo de 1987, las facciones radicales encabezadas por Enrique Silva Cimma y Luengo celebraron convenciones paralelas, proclamándose ambos presidentes del partido e iniciando trámites separados para inscribir al PR ante el Servicio Electoral. Luego que la justicia electoral fallara a favor de Silva Cimma, Luengo y sus seguidores inscribieron el Partido Radical Socialista Democrático, siendo éste su primer presidente. Dicho partido participó en la fundación de la coalición Izquierda Unida en 1987 –presidida por Luengo en subrogancia del socialista Clodomiro Almeyda, por entonces privado de sus derechos políticos– y de la Concertación de Partidos por la Democracia en 1988. Ya en democracia, el PRSD se fusionó con el PR en 1990.  
Entre 2000 y 2008 fue ministro titular del Tribunal Calificador de Elecciones (TRICEL), designado por la Corte Suprema en su calidad de exvicepresidente del Senado. 
Falleció en Santiago de Chile el 21 de enero de 2015.

## Historial electoral

### Elecciones parlamentarias de 1965
- Elecciones parlamentarias de 1965 a Senador por la Octava Agrupación Provincial de Bío-Bío, Malleco y Cautín Período 1965-1973 (Fuente: Dirección del Registro Electoral, Domingo 7 de marzo de 1965)

| Candidato                     | Partido | Votos  | %     | Resultado |
| ----------------------------- | ------- | ------ | ----- | --------- |
| Luis Valdés Larraín           | PCU     | 4853   | 3,03  |           |
| Joaquín Prieto Concha         | PCU     | 4038   | 2,52  |           |
| Gustavo Loyola Vásquez        | PCU     | 1788   | 1,11  |           |
| Juan Widmer Ewertz            | PCU     | 3082   | 1,92  |           |
| Julio Durán Neumann           | PR      | 23 793 | 14,84 | Senador   |
| Julio Sepúlveda Rondanelli    | PR      | 7532   | 4,69  |           |
| Carlos Montero Schmidt        | DAL     | 1525   | 0,95  |           |
| Hernán Lavandero Figueroa     | DAL     | 2214   | 1,38  |           |
| Gonzalo Quinteros Tricot      | DAL     | 357    | 0,2   |           |
| Alejandro Hales Jamarne       | DAL     | 3604   | 2,25  |           |
| Renán Fuentealba Moena        | PDC     | 45 513 | 28,38 | Senador   |
| José García González          | PDC     | 1583   | 0,99  | Senador   |
| Ricardo Ferrando Keun         | PDC     | 14 855 | 9,26  | Senador   |
| Jorge Saelzer Balde           | PL      | 3515   | 2,19  |           |
| Miguel Huerta Muñoz           | PL      | 15 430 | 9,62  |           |
| Luis Fernando Luengo Escalona | PADENA  | 16 380 | 10,2  | Senador   |
| Alfredo Kuncar Uhlmann        | PADENA  | 1340   | 0,84  |           |
| José Marcos Lamas             | PADENA  | 8957   | 5,59  |           |

### Elecciones parlamentarias de 1973
- Elecciones parlamentarias de 1973 a Senador por la Octava Agrupación Provincial de Bío-Bío, Malleco y Cautín Período 1973-1981 (Fuente: Dirección del Registro Electoral, Domingo 6 de marzo de 1973)

| Candidato                     | Pacto          | Partido | Votos  | %     | Resultado |
| ----------------------------- | -------------- | ------- | ------ | ----- | --------- |
| Renán Fuentealba Moena        | CODE           | PDC     | 37 679 | 14,10 | Senador   |
| Jorge Lavandero Illanes       | CODE           | PDC     | 46 376 | 17,36 | Senador   |
| Patricio Phillips Peñafiel    | CODE           | PN      | 42 197 | 15,79 | Senador   |
| Miguel Huerta Muñoz           | CODE           | PN      | 21 657 | 8,11  |           |
| Julio Durán Neumann           | CODE           | DR      | 17 620 | 6,59  |           |
| Jaime Suárez Bastidas         | Unidad Popular | PS      | 45 291 | 16,95 | Senador   |
| Ernesto Araneda Briones       | Unidad Popular | PC      | 35 646 | 13,34 | Senador   |
| Luis Fernando Luengo Escalona | Unidad Popular | PR      | 20 726 | 7,76  |           |